# E502 (trasa europejska)
E502 – trasa europejska biegnąca przez Francję. Zaliczana do tras kategorii B droga łączy Le Mans z Tours.

## Przebieg trasy
- Le Mans E50 E402 E501
- Tours E5 E60 E604